# Tempestade tropical Franklin (2005)
A tempestade tropical Franklin foi uma forte tempestade tropical sobre o Oceano Atlântico ocidental durante julho da temporada de furacões no oceano Atlântico de 2005. Foi a sexta tempestade nomeada da temporada, também a sexta tempestade nomeada mais temporã do Oceano Atlântico, depois foi superado pela tempestade tropical Fay em 2020 e se acercou duas vezes à força do furacão. A tempestade formou-se sobre as Bahamas a 21 de julho e depois moveu-se para o norte de maneira errática, acercando-se as Bermudas a 26 de julho. Franklin finalmente converteu-se em extratropical para perto de Terra Nova a 30 de julho, antes de ser absorvido por um sistema maior. O Centro Nacional de Furacões teve dificuldades para predizer a tempestade tropical Franklin principalmente devido às dificuldades para predizer os efeitos do cisalhamento do vento. Só teve efeitos menores na terra da tempestade tropical Franklin e não se causaram danos. O nome Franklin usou-se pela primeira vez devido ao furacão Floyd, que se retirou na ano de 1999.

## História meteorológica

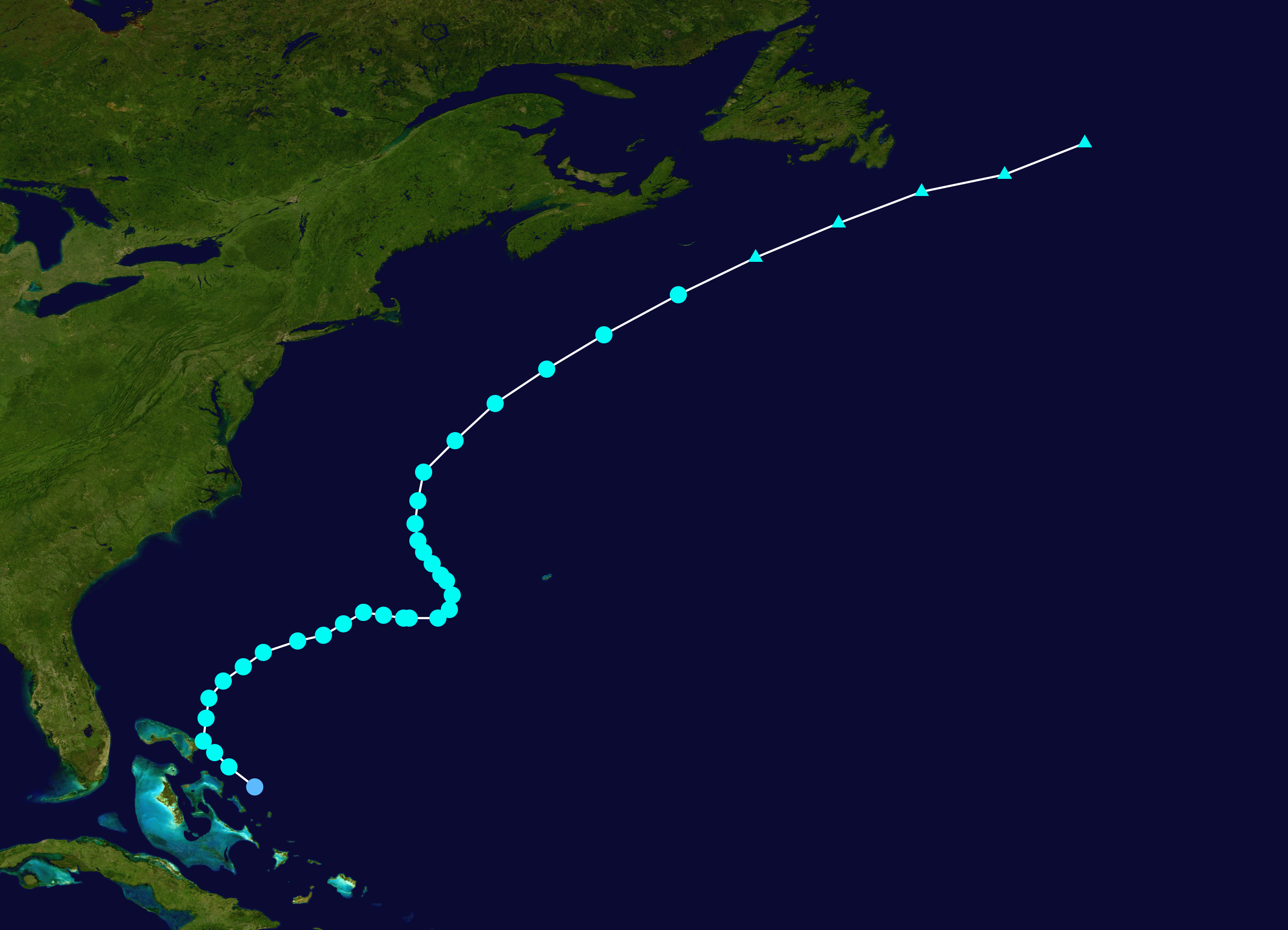
Mapa que traça a trajectória e a intensidade da tempestade, de acordo com a escala de furacões de Saffir-Simpson

Uma onda tropical surgiu da costa africana a fins de 10 de julho. A onda ingressou às Bahamas a 21 de julho e organizou-se na depressão tropical Seis enquanto encontrava-se a 110 quilómetros ao leste de Eleuthera. Inicialmente, se previu que a tempestade executaria um círculo no sentido dos ponteiro do relógio e deslocar-se-ia para o oeste em resposta a um sistema de alta pressão. Vários modelos indicaram a possibilidade de que a tempestade se desloque para o oeste para o centro da Flórida. Pouco depois de que se formou a depressão, se fortaleceu na tempestade tropical Franklin.
A tempestade tropical Franklin sofreu altos níveis de cisalhamento do vento associados com o desenvolvimento da tempestade tropical Gert, o que levou aos prognosticadores do Centro Nacional de Furacões a dizer que Franklin poderia ser destroçado nos próximos dias. No entanto, a cisalhamento diminuiu quando Franklin se moveu para o nordeste permitindo que a tempestade se fortalecesse. Os prognosticadores declararam que Franklin poderia "atingir e manter a força dos furacões" e se acercar às Bermudas. Pouco depois, a 23 de julho, a tempestade tropical Franklin atingiu a sua força máxima com ventos de 70 mph (110 km/h).
Franklin moveu-se erraticamente para o este, se debilitando à medida que a cisalhamento aumentava novamente. O Centro Nacional de Furacões (NHC) previa que dissipar-se-ia, mas a tendência ao debilitamento se deteve a 25 de julho com Franklin uma tempestade tropical mínima. A tempestade passou a 200 milhas (325 km) ao oeste das Bermudas a 26 de julho e avançou lentamente para o norte nas águas mais quentes da Corrente do Golfo. A cisalhamento também se reduziu uma vez mais, o que permitiu que Franklin se fortalecesse um pouco, com ventos que atingiram os 95 km/h a 28 de julho. Franklin começou a acelerar para o nordeste, convertendo-se em extratropical a 30 de julho ao sul da Terra Nova. A tempestade extratropical passou justo ao sul da península de Avalon mais tarde nesse dia e foi absorvida por um sistema maior a 31 de julho.

## Impacto
Enquanto formava-se a tempestade tropical Franklin, emitiu-se um aviso de tempestade tropical para o noroeste de Bahamas, mas cancelou-se quando Franklin se moveu para o norte e longe das ilhas. Emitiu-se uma alerta de tempestade tropical para as Bermudas a 25 de julho, mas se cancelou um dia depois quando Franklin se afastou.
A tempestade tropical Franklin desenvolveu-se bem perto da terra nas Bahamas e passou para perto de as Bermudas, mas não teve relatórios de ventos com força de tempestade tropical por terra, com a rajada mais forte registada nas Bermudas a 60 km/h. Após que Franklin se voltou extratropical, roçou o sudeste de Terra Nova, trazendo ao redor de 1 polegada (25 mm) de chuva à área. Não teve danos nem mortes como resultado da tempestade tropical Franklin.